# Halmstadsvägens radhus

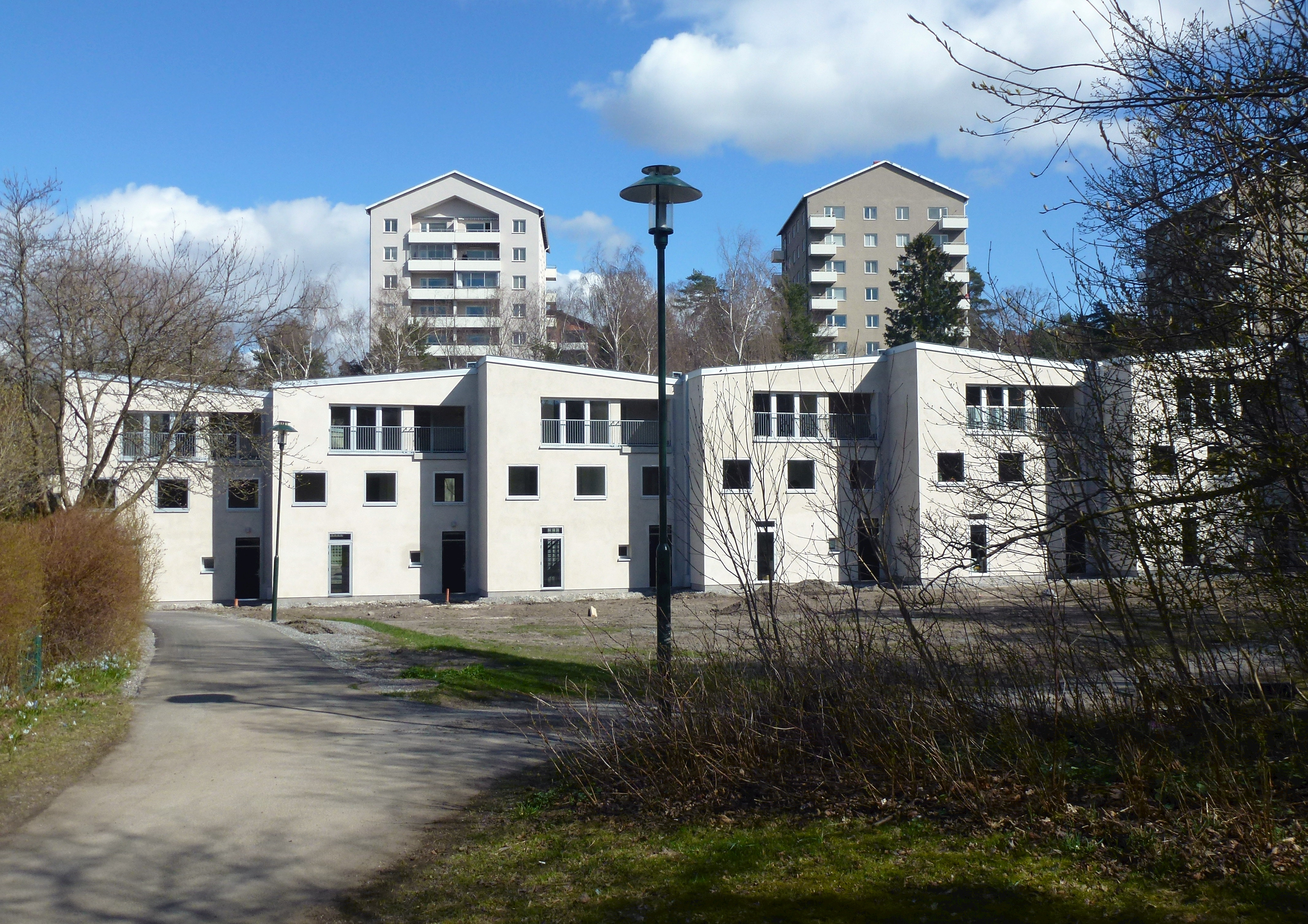
Området sett från sydväst med 1940-talets punkthus i bakgrunden, april 2015.

Halmstadsvägens radhus är ett bostadsområde bestående av 10 så kallade stadsradhus belägna på kvarteren Regndroppen och Nordanvinden i stadsdelen Björkhagen i södra Stockholm. Området blev inflyttningsklart år 2014 och nominerades till Årets Stockholmsbyggnad 2015.

## Bakgrund

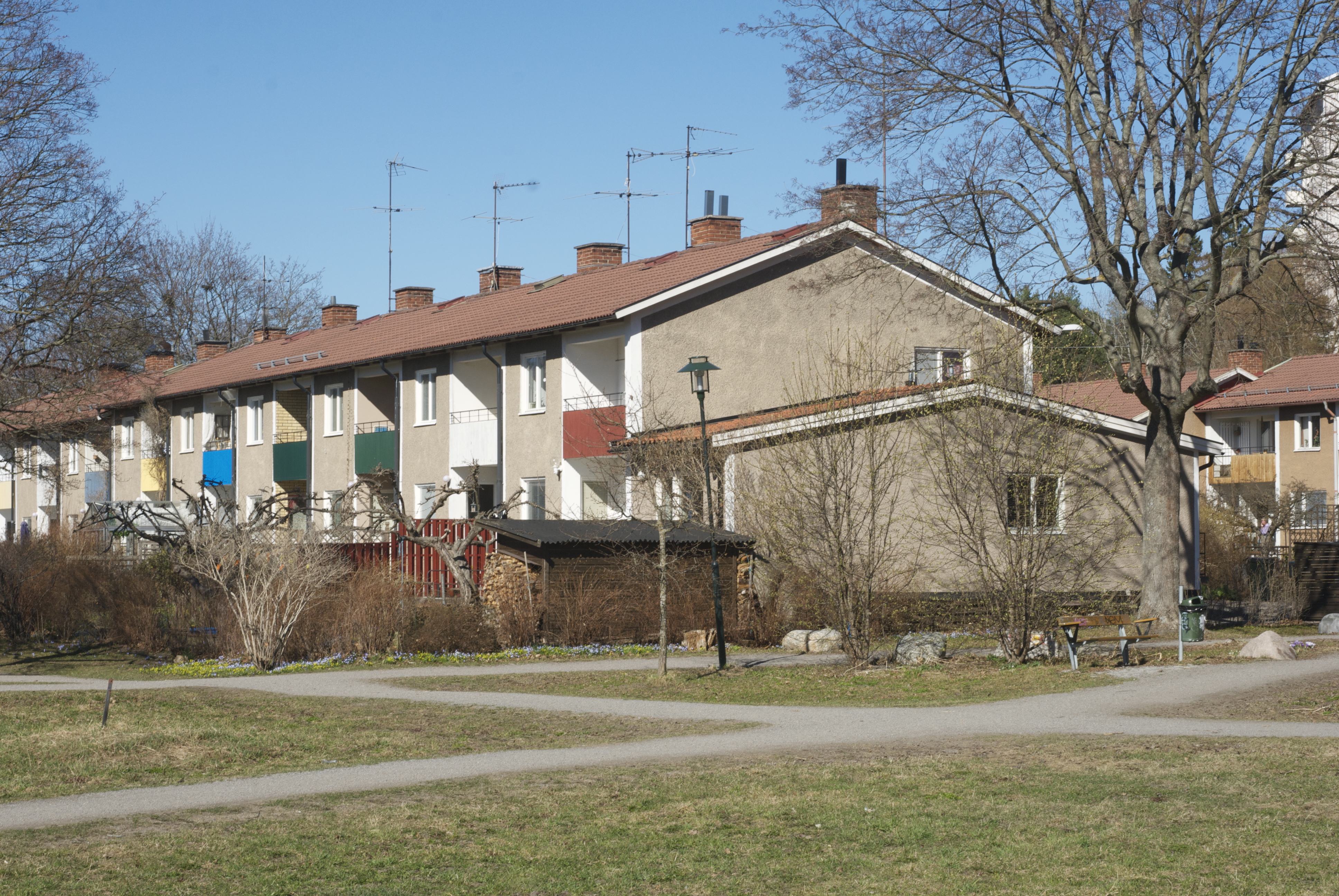
Äldre radhusområde vid Ystadsvägen.

Platsen för radhusområdet omfattar ungefär 3 500 m² tidigare parkmark belägen på båda sidor om Halmstadsvägen. Vid gatans sydöstra del uppfördes redan i början av 2000-talet en radhuslänga bestående av fem hus ritade och byggda av Arkitektmagasinet Bygg AB. Vid Ystadsvägen, väster om området, återfinns några av Björkhagens äldsta radhus som byggdes mellan 1949 och 1951 i Stockholms stads småstugebyråns regi. Norr om Halmstadsvägen i kvarteret Lågtrycket reser sig fyra punkthus i sex våningar som uppfördes av Riksbyggen 1947-1948 efter ritningar av arkitekt Erik Wåhlin. 
Radhusen utmed Ystadsvägen är grönklassade av Stockholms stadsmuseum vilket betyder att fastigheten har bebyggelse som är särskilt värdefull från historisk, kulturhistorisk, miljömässig eller konstnärlig synpunkt. Marken ägs av Stockholms stad och markanvisning till Arkitektmagasinet Bygg AB genomfördes år 2010. Detaljplanen upprättades av stadsbyggnadskontorets planavdelning och vann laga kraft i augusti 2013.

## Beskrivning
De nya radhusen ritades och byggdes av Arkitektmagasinet Bygg AB som även var byggherre för projektet. Husen placerades med inbördes förskjutna volymer som ger en intressant skuggverkan och för tanken till de så kallade Per-Albinhusen från 1930-talet vid Ålstensgatan. Varje entré får en halvprivat förträdgård och markeras genom ett stort fönsterparti av glasblock. Husen uppfördes i tre våningar med yttermurar och bjälklag bestående av lättbetong som sedan putsas in- och utvändigt. Utvändig putskulör motsvarar ljusgrå cementfärg. Taken utformades som pulpettak med svagt fall. Husen har en indragen terrass/loggia på övre plan mot söder.
I april 2015 nominerades Halmstadsvägens radhusområde som ett av tio projekt i arkitekturtävlingen Årets Stockholmsbyggnad. I juryn sitter bland andra Stockholms stadsarkitekt Karolina Keyzer som menar: ”De lätt snedställda 30-talsinspirerade radhusen ger plats för ett informellt möte mellan privat och offentligt, här finns möjlighet för mer välkommet stadsliv än dagens vilsna soptunnor.”

## Bilder

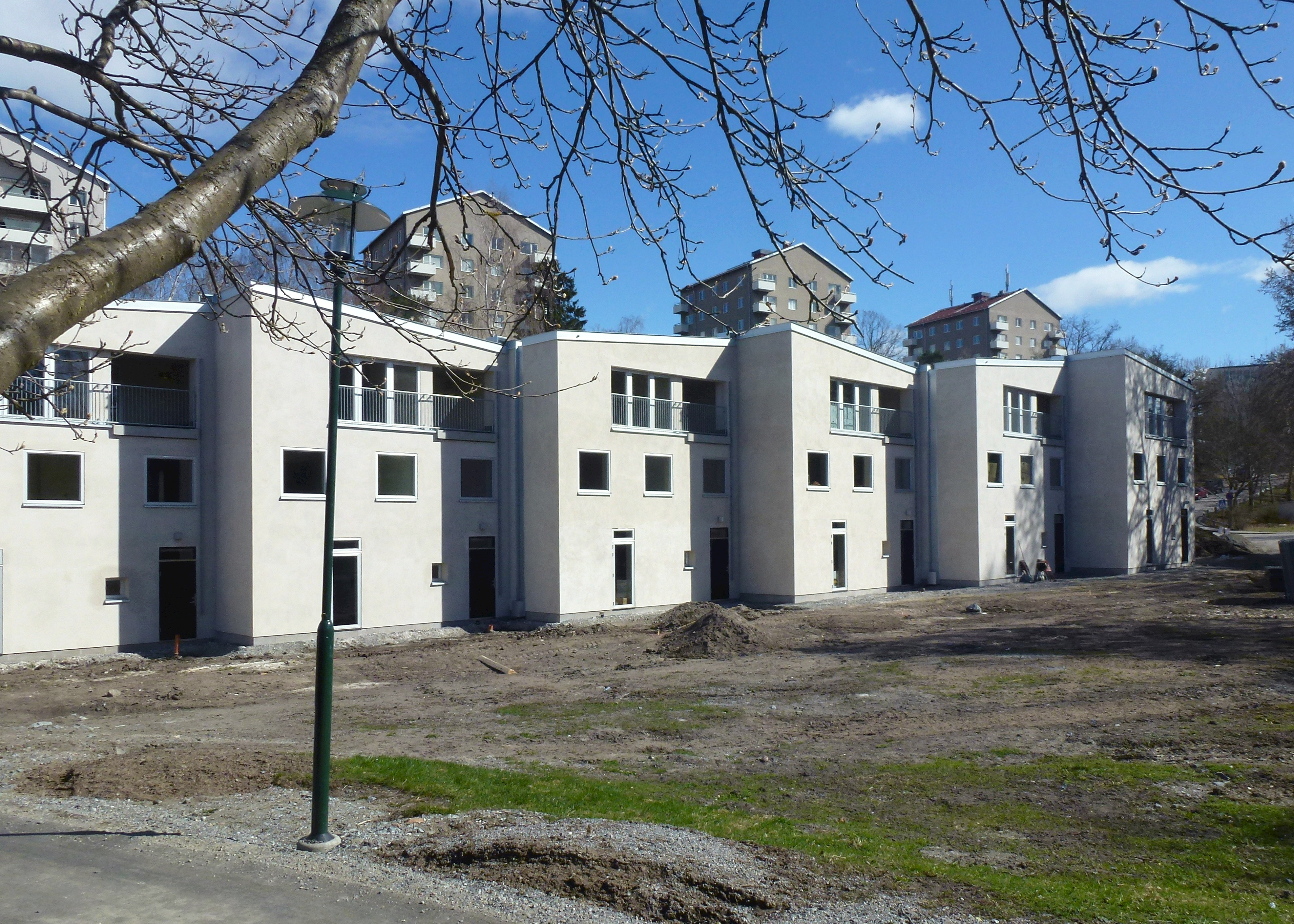
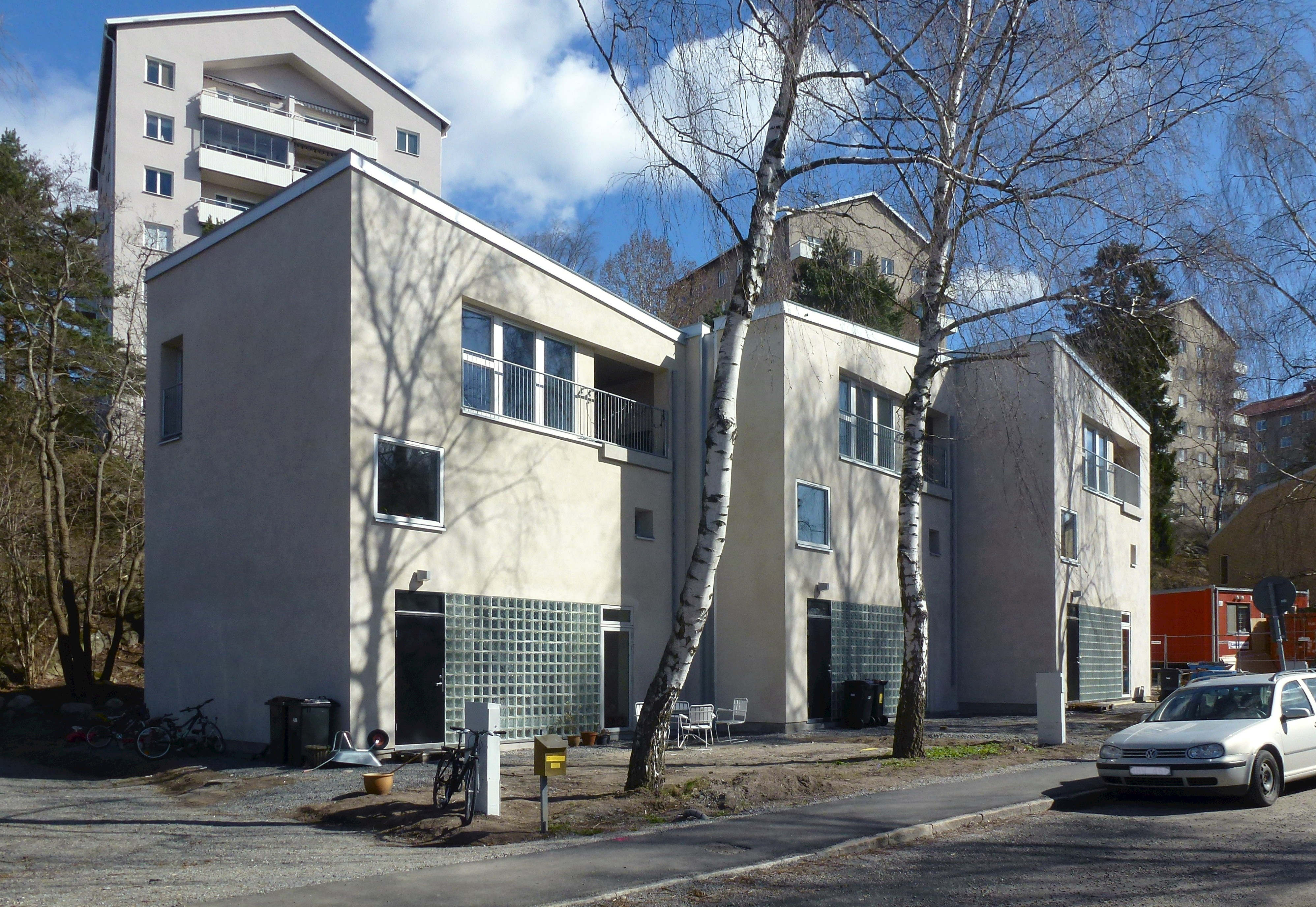
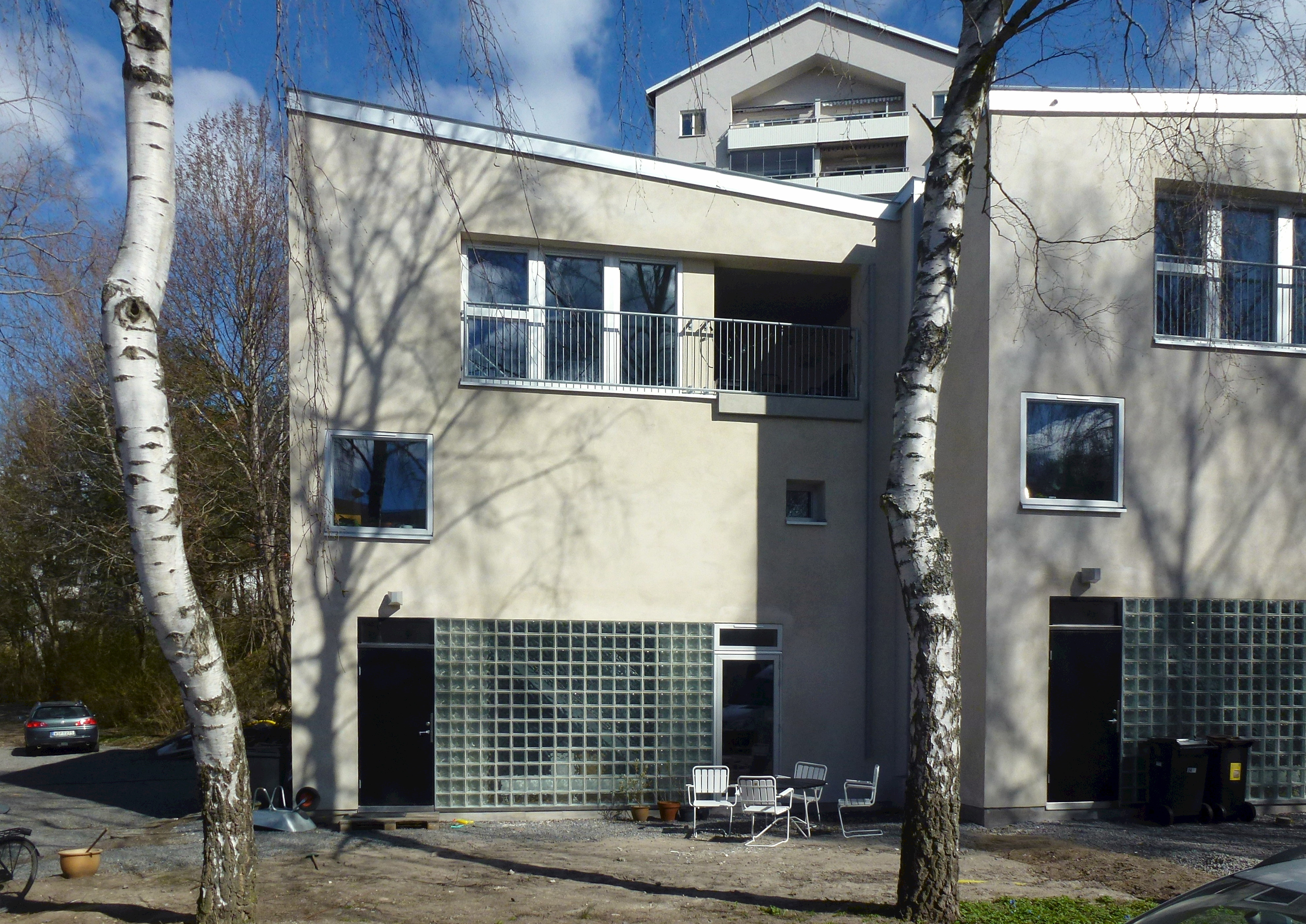
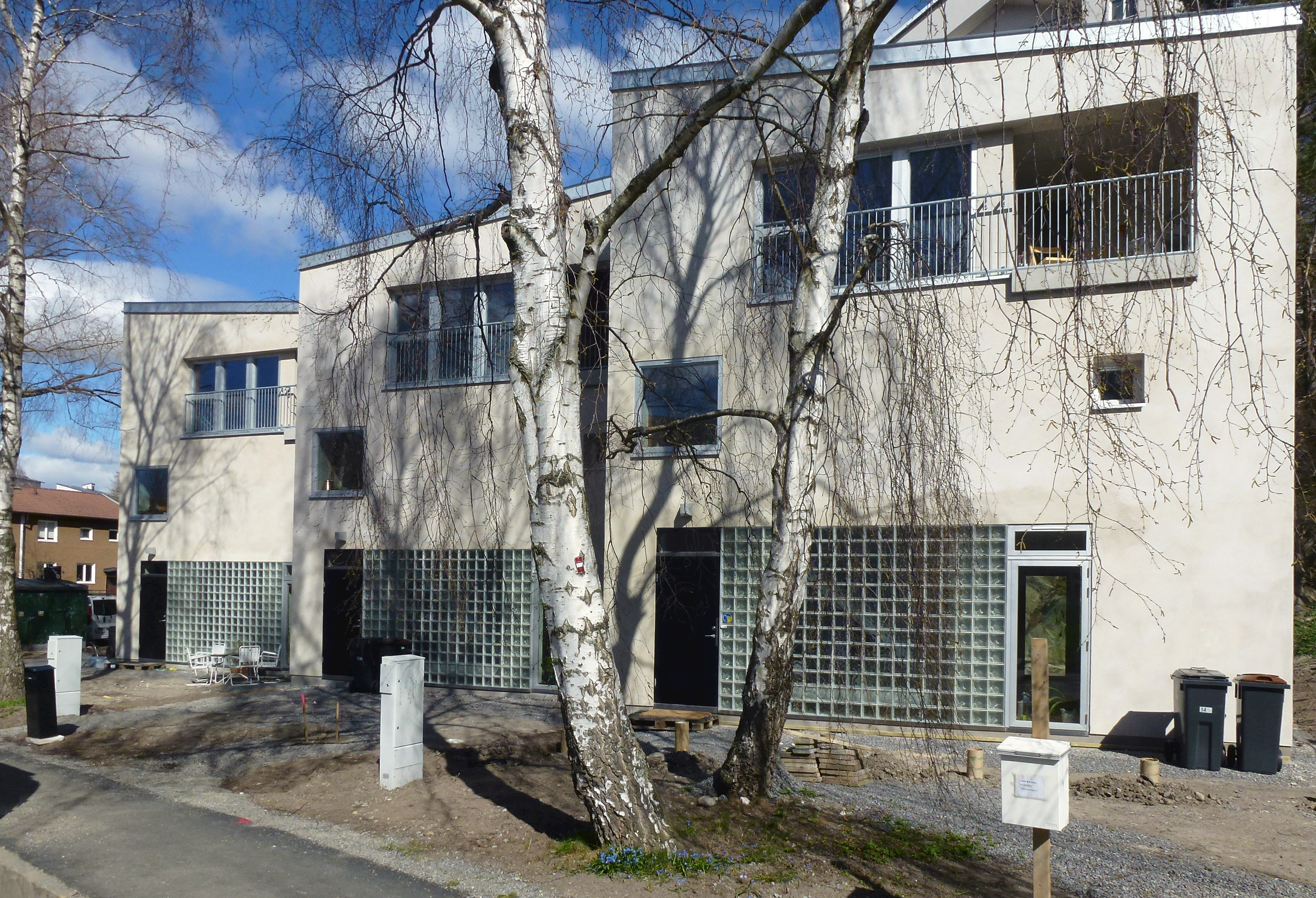